# Jonas Anderson (illustratör)
Jonas Anderson, född 1972, är en svensk illustratör, serieskapare och barnboksförfattare. Han är bosatt på Västgötaslätten samt Uppsala.

### Böcker
- Monster på vita duken, Eriksson & Lindgren, 2003
- Herbert och tidsmaskinen (Skriven av Anders Björkelid), Eriksson & Lindgren, 2005
- Herbert och tidsmaskinen: Chokladjakten (Skriven av Anders Björkelid), Eriksson & Lindgren, 2007
- "Monsterplaneten" (Skriven av Pernilla Gesén), LL-förlagt, 2007
- Bilderböckerna om Erik den vilde (Skrivna av Torsten Bengtsson), Nypon förlag, utges sedan 2010
- "Vera - En riktig häxa 1: Jag är en häxa" (Skriven av Mårten Melin), Nypon förlag, 2012
- "Vera - En riktig häxa 2: Häxskolan" (Skriven av Mårten Melin), Nypon förlag, 2012

### Tecknade serier
- Anna & Blomsterkungen (Skriven av Anders Björkelid), dagsstrippserie i Uppsalatidningen 2007. Utgiven i bokform 2008.
- 1000 ögon (Tillsammans med Daniel Thollin). Utgiven 2010-2011 i tre delar: Tupilak, Vondur, och Hrafnir.